# Dreiband-Weltmeisterschaft für Nationalmannschaften 1993

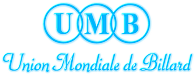
Logo UMB (ausrichtender Verband)

Veranstaltungsort: Viersen

Die Dreiband-Weltmeisterschaft für Nationalmannschaften 1993 war die 7. Auflage dieses Turniers, das seit 1981 in der Regel jährlich in der Billardvariante Dreiband ausgetragen wird. Sie fand vom 4. bis zum 7. Februar 1993 in Viersen statt.

## Spielmodus
Es nahmen 12 Mannschaften am Turnier teil. Jedes Team bestand aus zwei Spielern. Gespielt wurde in 4 Gruppen. In den Gruppen spielte jeder Spieler gegen beide Gegner. Die vier Gruppensieger erreichten das Halbfinale. 
Gespielt wurde das ganze Turnier auf 2 Gewinnsätze. Deutschland wurde zum ersten Mal Weltmeister. In der Vorrunde gegen Peru und im Halbfinale gegen Japan war es aber sehr knapp. Gegen Japan zog Deutschland wegen des besseren Satzverhältnis von 6:5 ins Finale ein.
Bei Punktegleichstand wird wie folgt gewertet:
1. Matchpunkte (MP)
2. Satzverhältnis (SV)
3. Mannschafts-Generaldurchschnitt (MGD)

## Teilnehmer
| Nation             | Gruppe | Spieler 1         | Spieler 2          |
| ------------------ | ------ | ----------------- | ------------------ |
| Ägypten            | D      | Mohammed Diab     | Hisham Saad        |
| Deutschland 1      | C      | Christian Rudolph | Maximo Aguirre     |
| Deutschland 2      | B      | Edgar Bettzieche  | Johann Schirmbrand |
| Japan 1            | A      | Nobuaki Kobayashi | Junichi Komori     |
| Japan 2            | C      | Yoshihiko Mano    | Jougi Kai          |
| Mexiko             | A      | A. Breton         | Jose Paniagua      |
| Niederlande 1      | B      | Dick Jaspers      | Louis Havermans    |
| Niederlande 2      | A      | Arie Weijenburg   | Henk Habraken      |
| Peru               | C      | Adolfo Suárez     | Cayo Bardales      |
| Portugal           | D      | Jorge Theriaga    | Manuel Ribeiro     |
| Schweden           | D      | Torbjörn Blomdahl | Lennart Blomdahl   |
| Vereinigte Staaten | B      | Sang Chun Lee     | Bill Smith         |

## Gruppenphase
Die Gruppenersten zogen ins Halbfinale ein.

### Gruppe A
| Platz | Nation        | Sp. | G-U-V | MP  | PP  | SV   | MGD   | BEMD  |
| ----- | ------------- | --- | ----- | --- | --- | ---- | ----- | ----- |
| 1     | Japan 1       | 2   | 2-0-0 | 4:0 | 8:0 | 19:5 | 1,346 | 1,530 |
| 2     | Mexiko        | 2   | 1-0-1 | 2:2 | 3:5 | 9:15 | 0,954 | 0,962 |
| 3     | Niederlande 2 | 2   | 0-0-2 | 0:4 | 1:7 | 8:16 | 1,011 | -     |

| Datum    | Nation 1 | MP  | PP  | SV   | Nation 2      |
| -------- | -------- | --- | --- | ---- | ------------- |
| 4.2.1993 | Japan 1  | 2:0 | 4:0 | 11:1 | Mexiko        |
| 5.2.1993 | Mexiko   | 2:0 | 3:1 | 8:4  | Niederlande 2 |
| 6.2.1993 | Japan 1  | 2:0 | 4:0 | 8:4  | Niederlande 2 |

### Gruppe B
| Platz | Nation             | Sp. | G-U-V | MP  | PP  | SV    | MGD   | BEMD  |
| ----- | ------------------ | --- | ----- | --- | --- | ----- | ----- | ----- |
| 1     | Niederlande 1      | 2   | 2-0-0 | 4:0 | 7:1 | 17:7  | 1,137 | 1,240 |
| 2     | Vereinigte Staaten | 2   | 0-1-1 | 1:3 | 3:5 | 10:14 | 1,067 | 1,104 |
| 3     | Deutschland 2      | 2   | 0-1-1 | 1:3 | 2:6 | 9:15  | 0,929 | 1,087 |

| Datum           | Nation 1           | MP  | PP  | SV   | Nation 2           |
| --------------- | ------------------ | --- | --- | ---- | ------------------ |
| 4. Februar 1993 | Niederlande 1      | 2:0 | 4:0 | 10:2 | Deutschland 2      |
| 5. Februar 1993 | Vereinigte Staaten | 1:1 | 2:2 | 5:7  | Deutschland 2      |
| 6. Februar 1993 | Niederlande 1      | 2:0 | 3:1 | 7:5  | Vereinigte Staaten |

### Gruppe C
| Platz | Nation        | Sp. | G-U-V | MP  | PP  | SV    | MGD   | BEMD  |
| ----- | ------------- | --- | ----- | --- | --- | ----- | ----- | ----- |
| 1     | Deutschland 1 | 2   | 1-1-0 | 3:1 | 5:3 | 15:9  | 1,106 | 1,288 |
| 2     | Peru          | 2   | 0-2-0 | 2:2 | 4:4 | 11:13 | 0,887 | 0,905 |
| 3     | Japan 2       | 2   | 0-1-1 | 1:3 | 3:5 | 10:14 | 1,012 | 0,992 |

| Datum           | Nation 1      | MP  | PP  | SV  | Nation 2 |
| --------------- | ------------- | --- | --- | --- | -------- |
| 4. Februar 1993 | Deutschland 1 | 1:1 | 2:2 | 7:5 | Peru     |
| 5. Februar 1993 | Japan 2       | 1:1 | 2:2 | 6:6 | Peru     |
| 6. Februar 1993 | Deutschland 1 | 2:0 | 3:1 | 8:4 | Japan 2  |

### Gruppe D
| Platz | Nation   | Sp. | G-U-V | MP  | PP  | SV   | MGD   | BEMD  |
| ----- | -------- | --- | ----- | --- | --- | ---- | ----- | ----- |
| 1     | Schweden | 2   | 1-1-0 | 3:1 | 6:2 | 19:5 | 1,144 | 1,285 |
| 2     | Portugal | 2   | 1-1-0 | 3:1 | 6:2 | 15:9 | 1,239 | 1,303 |
| 3     | Ägypten  | 2   | 0-0-2 | 0:4 | 0:8 | 2:22 | 0,658 | -     |

| Datum           | Nation 1 | MP  | PP  | SV   | Nation 2 |
| --------------- | -------- | --- | --- | ---- | -------- |
| 4. Februar 1993 | Schweden | 2:0 | 4:0 | 11:1 | Ägypten  |
| 5. Februar 1993 | Portugal | 2:0 | 4:0 | 11:1 | Ägypten  |
| 6. Februar 1993 | Schweden | 1:1 | 2:2 | 8:4  | Portugal |

## Finalrunde
|  | Halbfinale (Best of 3)       | Halbfinale (Best of 3) |                   |                   | Finale (Best of 3) | Finale (Best of 3) |
|  |                              |                        |                   |                   |                    |                    |
|  | Deutschland 1                | 1:1/2:2/7:5/1,061      |                   |                   |                    |                    |
|  | Japan 1                      | 1:1/2:2/5:7/0,938      |                   |                   |                    |                    |
|  | 7. Februar 1993              |                        |                   |                   |                    |                    |
|  |                              |                        | 7. Februar 1993   |                   |                    |                    |
|  | Deutschland 1                | 2:0/3:1/9:3/1,137      |                   |                   |                    |                    |
|  |                              | Niederlande            | 0:2/1:3/3:9/0,982 |                   |                    |                    |
|  |                              |                        |                   |                   |                    |                    |
|  | Spiel um Platz 3 (Best of 3) |                        |                   |                   |                    |                    |
|  | 7. Februar 1993              | 7. Februar 1993        | Schweden          | 2:0/3:1/7:5/1,248 |                    |                    |
|  | Niederlande 1                | 1:1/2:2/7:5/1,258      | Japan 1           | 0:2/1:3/5:7/1,120 |                    |                    |
|  | Schweden                     | 1:1/2:2/5:7/1,178      |                   |                   | 7. Februar 1993    | 7. Februar 1993    |

## Abschlusstabelle
| MP    | Match Punkte (Sieger = 2; Unentschieden = 1; Verlierer = 0) |
| SV    | Satzverhältnis (nur bei Turnieren im Satzsystem)            |
| Pkte. | Erzielte Karambolagen                                       |
| Aufn. | benötigte Aufnahmen                                         |
| GD    | Generaldurchschnitt                                         |
| MGD   | Mannschafts-Generaldurchschnitt                             |
| BED   | Bester Einzeldurchschnitt eines Spielers                    |
| BEMD  | Bester Einzeldurchschnitt einer Mannschaft                  |
| BSD   | Bester Satzdurchschnitt eines Spielers                      |
| HS    | Höchstserie                                                 |
| WRP   | Weltranglistenpunkte                                        |

| Platz | Nation             | Sp. | G-U-V | MP  | PP    | SV    | Pkt. | Aufn. | MGD   | BEMD  |
| ----- | ------------------ | --- | ----- | --- | ----- | ----- | ---- | ----- | ----- | ----- |
| 1     | Deutschland 1      | 4   | 3-1-0 | 7:1 | 20:12 | 28:17 | 540  | 490   | 1,102 | 1,288 |
| 2     | Niederlande 1      | 4   | 3-0-1 | 6:2 | 20:12 | 25:18 | 483  | 431   | 1,120 | 1,361 |
| 3     | Schweden           | 4   | 3-0-1 | 5:3 | 22:10 | 30:15 | 500  | 423   | 1,182 | 1,258 |
| 4     | Japan 1            | 4   | 2-0-2 | 4:4 | 22:10 | 26:18 | 538  | 460   | 1,169 | 1,530 |
| 5     | Portugal           | 2   | 1-1-0 | 3:1 | 12:4  | 15:9  | 233  | 188   | 1,239 | 1,303 |
| 6     | Peru               | 2   | 0-2-0 | 2:2 | 8:8   | 11:13 | 236  | 266   | 0,887 | 0,905 |
| 7     | Mexiko             | 2   | 1-0-1 | 2:2 | 6:10  | 9:15  | 251  | 263   | 0,954 | 0,962 |
| 8     | Vereinigte Staaten | 2   | 0-1-1 | 1:3 | 6:10  | 10:14 | 240  | 223   | 1,076 | 1,104 |
| 9     | Japan 2            | 2   | 0-1-1 | 1:3 | 6:10  | 10:14 | 234  | 231   | 1,012 | 0,992 |
| 10    | Deutschland 2      | 2   | 0-1-1 | 1:3 | 4:12  | 9:15  | 239  | 257   | 0,929 | 1,087 |
| 11    | Niederlande 2      | 2   | 0-0-2 | 0:4 | 2:14  | 8:16  | 254  | 251   | 1,011 | -,--- |
| 12    | Ägypten            | 2   | 0-0-2 | 0:4 | 0:16  | 2:22  | 141  | 214   | 0,658 | -,--- |